# とにかくアツく掃除しろ! 〜恋した彼は潔癖王子!?〜
『とにかくアツく掃除しろ!～恋した彼は潔癖王子!?～』（とにかくあつくそうじしろ!～こいしたかれはけっぺきおうじ!?～、ハングル：일단 뜨겁게 청소하라!?）は、2018年11月26日から2019年2月4日までJTBCで放送されていた韓国のテレビドラマ。

## 概要
清潔が命より重要なイケメンの清掃会社CEOチャン・ソンギョル（ユン・ギュンサン）と、清潔よりも生存がまず先である情熱的な就活生キル・オソル（キム・ユジョン）のロマンスドラマ。

## 出演

### 主要人物
キル・オソル：キム・ユジョン
就活生。
チャン・ソンギョル：ユン・ギュンサン
清掃会社CEO。
チェ・ハイン / ダニエル・チェ： ソン・ジェリム
オソルの家の屋根部屋の住人。何度か職業が変わるなど正体不明の人物である。

### 清掃会社の人物
クォン秘書：ユソン
ソンギョルの秘書。最後にチャ会長（後述）のスパイであったことを告白し、謝罪した。
イ・ドンヒョン：ハクジン
清掃会社のチーム長。
ファン・ジェミン：チャ・インハ
チョン・ヨンシク：コ・ゴンハン

### オソルの周辺人物
キル・ゴンテ：キム・ウォネ
オソルの父親。
キル・オドル：イ・ドヒョン
オソルの弟。テコンドー選手。2020年東京オリンピックの韓国代表に選ばれた。
ミン・ジュヨン：ドヒ
オソルの親友。
イ・ドジン：チェ・ウン
オソルの初恋の人。

### ソンギョルの周辺人物
チャ・メファ：キム・ヘウン
ソンギョルの母親。
チャ会長：アン・ソクファン
ソンギョルの祖父。
キム秘書：キム・ギナム
メファの秘書。

## 日本での放送
| 放送局 | 放送期間                            | 放送時間                  |
| ------ | ----------------------------------- | ------------------------- |
| BSフジ | 2020年（令和2年）9月16日 - 10月16日 | 月 - 金曜日 10:00 - 10:57 |
| BSフジ | 2021年（令和3年）7月28日 - 8月27日  | 月 - 金曜日 8:00 - 9:00   |